# Zetsu
Zetsu (ゼツ?) es un personaje del manga y anime Naruto. Es miembro de la Organización Akatsuki, sirviendo como ninja rastreador de la organización, devorando los cuerpos que Akatsuki quiere hacer desaparecer y espiando las batallas de los enemigos y de los otros miembros de la organización. En el manga 487 es nombrado como "El Asistente del Mago" Pero más tarde se revela que es la mente maestra de la Organización Akatsuki.

## Creación
Kishimoto reveló que él había planeado originalmente para Akatsuki ser un grupo de monstruos, "casi sin características humanas", y que el diseño de Zetsu se inspira en una planta insectívora. También declaró que decidió hacer a Zetsu blanco y negro para "mostrar mejor su doble personalidad".

## Personalidad
Zetsu es un personaje que parece bipolar , porque habla con él mismo, fácilmente distinguible por dos enormes extensiones vegetales de apariencia similar a una Venus Atrapamoscas cubriéndole la cabeza y los hombros. Estas extensiones pueden cubrir el resto de su cuerpo, cosa que hace siempre que se oculta. Cuando sus extensiones están abiertas y su cabeza es visible, se revela que Zetsu tiene dos mitades de diferentes colores en su cuerpo: el lado derecho es completamente negro y el lado izquierdo blanco, también tiene los dos ojos como círculos y amarillos. Para ir con ello, Zetsu parece tener doble personalidad, ya que en la versión japonesa del manga la mitad negra de su cara sólo habla en Katakana mientras que el lado blanco usa Kanji y Kana, y en los doblajes ingleses el lado negro tiene una voz diferente a la del lado blanco. Las dos mitades también dialogan la una con la otra, y ocasionalmente, se ponen a discutir entre sí, aunque también parecen comunicarse mentalmente. Siguiendo con su tema de planta carnívora, Zetsu practica canibalismo por parte de una de sus mitades, la negra posiblemente, para hacer desaparecer cadáveres. Su desdoblamiento de personalidad, además de los colores blanco y negro, parece simbolizar el yin-yang, aunque las dos personalidades tienen el mismo objetivo.Se pudo ver en un capítulo del manga y anime de naruto como el miembro de akatsuki Zetsu si le enfadaban o como modo para más rapidez y evasión se podía partir en dos partes la blanca y la negra, más tarde se ve que madara le ofrece a kabuto a cambio de ayuda por lo que se piensa que es la parte más común o más débil ya que solo tiene zetsus con partes blancas, también se piensa que zetsu podría tener dos cerebros o dos cuerpos iguales que al partirse se duplicaran esos órganos y ese cerebro y cuando se vuelve a juntar esos órganos y el cerebro se fusionaran.
El rol principal de Zetsu en Akatsuki es funcionar como un espía, actuando como un ninja rastreador para Akatsuki comúnmente. Ha demostrado la habilidad de tomar parte en el ritual de sellado de las Bestias de Colas y vigilar simultáneamente: como Zetsu actúa como dos personas distintas, un lado puede concentrarse en el jutsu de sellado mientras que el otro puede patrullar el área que rodea la guarida en el que el ritual se realiza. Cuando un agente de Akatsuki, o posiblemente un miembro muere, Zetsu es enviado para devorar esos cuerpos para que los secretos de la organización no sean revelados, y a recuperar los anillos de la organización. Debido a su vitalidad en la organización, Zetsu es el único miembro de Akatsuki que actúa sin un compañero normalmente.
Zetsu ha sido presentado dando su completa lealtad a Akatsuki, de tal forma que Pain, uno de los líderes de la organización, le confía a Zetsu el conocimiento de su identidad. Como un premio por su lealtad, a Zetsu se le entregó un subordinado, Tobi, quien luego se volvería un miembro de Akatsuki. Zetsu es mostrado también sabiendo que Tobi es el fundador de Akatsuki.

## Habilidades
Inicialmente muy poco se sabía sobre los verdaderos poderes y capacidades de Zetsu, ya que aún no se le había visto luchar. Sin embargo, está claramente muy capacitado para su función de espía y rastreador dentro de Akatsuki. Aunque ha ido mostrando progresivamente nuevas capacidades, en su mayoría todas han sido realizadas por el Zetsu blanco, así que no se sabe mucho de las capacidades del Zetsu negro.
La técnica que más a menudo se le ha visto emplear es la conocida como Kagero (Efímera), que le permite fundirse con las plantas para poder desplazarse a una altísima velocidad por las raíces de estas y así moverse a través de la tierra. Mientras está asimilado con la tierra queda armonizado con el entorno, de modo que su presencia no puede ser detectada ni por ninjas con capacidades sensoriales. Otra de sus habilidades parece ser (aunque no está confirmado) una técnica ocular que le confiere una visión superior y, según una breve conversación suya con Tobi, parece que también la capacidad de "grabar" sucesos para luego mostrárselos a otra persona, aunque esto no ha sido visto.
Un rasgo destacable de las habilidades de Zetsu es su capacidad para separar las dos mitades de su cuerpo, la blanca y la negra. Cada mitad escindida mantiene la parte del cuerpo que posee, pero la perteneciente a la otra mitad no es formada, quedando una masa más o menos informe para sustituirla. Gracias a esta técnica, ambas mitades pueden operar de forma independiente sin importar la distancia o el tiempo. Asimismo, las dos mitades parecen ser capaces de comunicarse entre sí sin importar la distancia, enviándose información a partir de las raíces de las plantas, de un modo similar a su técnica Kagero.
Durante la reunión de los Kages, Zetsu mostró una técnica llamada Houshi no Jutsu (Técnica de Esporas), con la que infiltra esporas dentro del cuerpo del enemigo. Estas esporas se desarrollan y se convierten en clones amorfos de Zetsu que aprisionan al sujeto y drenan su chakra, transfiriéndoselo a Zetsu. Esta técnica tiene un gran radio de acción, ya que fue capaz de afectar a una gran cantidad de ninjas con ella. Tras usar esta técnica, Zetsu puede traspasar el Chakra que ha robado a otra persona.
pero ya se mostró que era óbito en los últimos capítulos de manga.

## Historia

### Pasado

#### Negro
Zetsu Negro fue creado por la voluntad de Kaguya Ōtsutsuki, la cual nació como su tercer hijo un poco antes de que Kaguya fuera sellada por sus otros dos hijos Hagoromo Ōtsutsuki y Hamura Ōtsutsuki. Posterior a su nacimiento, manipuló al hijo mayor de Hagoromo, Indra Ōtsutsuki cuando este perdió la guerra por el liderazgo del Ninshū, además de que durante siglos manipuló a los descendientes de este, el Clan Uchiha y a los descendientes de Asura Ōtsutsuki, el Clan Senju con la intención de que alguno de ellos despertara el Rinnegan. Por esta razón, modificó la Tabla dejada por Hagoromo en el Santuario Nakano escribiendo que el Tsukuyomi Infinito sería la salvación del Clan Uchiha, cambiando también otras cosas, algunas que tenían que ver con Shinju.
Durante la Era de Guerra entre Clanes, cuando el Clan Senju y el Clan Uchiha empezaron a luchar entre sí, y Hashirama Senju junto con Madara Uchiha se convirtieron en los transmigrantes de Asura e Indra respectivamente, Zetsu Negro supo que Madara podría despertar el Rinnegan. Cuando Madara fue derrotado por Hashirama en el Valle del Fin, Zetsu Negro presenció toda la pelea, e incluso cuando Tobirama Senju, enterró el cuerpo del Uchiha en lo más profundo de un bosque de Konoha, logrando entrar en contacto con él ya que este no había muerto, sino que había usado un Sello de Transcripción: Izanagi para poder seguir con vida reescribiendo su realidad e intercambiándose con un Clon de Sombra y posteriormente se implantó las células de Hashirama que robó en su pelea contra él, despertando casi al final de su vida el Rinnegan, logrando invocar a la Estatua Demoníaca del Camino Exterior, la cual utilizó como un catalizador par cultivar las células de Hashirama. Tiempo después, cuando Madara creyó haber creado a los Zetsus Blancos utilizando al Clon Viviente de Hashirama, en realidad Zetsu Negro los había liberado de Gedo Mazo, quienes habían sido sellados dentro de ella. Estos eran originalmente humanos convertidos en Zetsus por el Tsukuyomi Infinito lanzado por Kaguya.
Posteriormente, durante la Tercera Guerra Mundial Shinobi cuando Madara encontró a un sucesor, Obito Uchiha, Madara "creó" a Zetsu Negro vertiendo su voluntad en Zetsu Blanco para que ayudará al joven Uchiha en su misión. Fue Madara quien se conectó a la estatua para mantenerse con vida. Se desconectó de ella y finalmente murió. Zetsu, más tarde, acompañó a Obito a Amegakure para localizar a Nagato confirmándole al Uchiha que el Rinnegan que poseía eran en verdad los ojos de Madara que sin saberlo se los implantó cuando sólo era un niño. Además vio cómo Obito se presentó ante ellos como Madara Uchiha. Los años pasaron y ambos siguieron con sus planes entrando en Akatsuki y capturando a las Bestias con Cola.

#### Blanco
Zetsu Blanco fue originalmente uno de los tantos humanos que fueron atrapados en el Tsukuyomi Infinito de Kaguya Ōtsutsuki y unidos al Dios Árbol durante el tiempo suficiente como para convertirlos en un Zetsu, un soldado ideal para ella. Al pasar el tiempo, Kaguya fue derrotada y sellada por sus hijos Hagoromo Ōtsutsuki y Hamura Ōtsutsuki en la Luna como la Estatua Demoníaca del Camino Exterior, la cual era el caparazón vacío del Diez Colas, los Zetsus Blancos que se habían creado fueron sellados dentro de la estatua. Siglos después, cuando Madara Uchiha despertó el Rinnegan, logró romper el sello e invocar a Gedo Mazo de la Luna y empezó a cultivar con ella el ADN de Hashirama Senju utilizando un árbol con un Clon Viviente de este, Zetsu Negro liberó al Zetsu Blanco y a otra gran cantidad de Zetsus de Gedo Mazo además siendo influenciados por el Clon Viviente de Hashirama que les dio la capacidad de utilizar el Elemento Madera pero a menor escala, lo que llevó a Madara a creer que fueron creados por sus experimentos con el ADN del Primer Hokage.
Posteriormente, Madara les dio la tarea de recopilar información. Durante la Tercera Guerra Mundial Shinobi, Zetsu Blanco junto con un Zetsu con espirales fueron dejados para cuidar a Obito Uchiha y ayudarlo en su rehabilitación cuando este fue herido de muerte en una de sus misiones y llevado al escondite en la Montaña Cementerio por los Zetsus Blancos. Con el tiempo, el dúo se hizo amigo del joven Uchiha bromeando, molestándolo con las cosas que decía cuando dormía durante su estancia con ellos, aparte de que durante la rehabilitación del Uchiha éstos se mostraban felices por su gran progreso, además contándole el plan de Madara para sumir al mundo en un Genjutsu.
Un día cuando la rehabilitación de Obito estaba por completarse, Zetsu Blanco, quien había salido a recoger información, regresó a la base alertando a Obito que Kakashi Hatake y Rin Nohara estaban siendo atacados por un grupo de ANBU de Kirigakure. Decidido a salvar a sus amigos, Obito trató de romper la pared que bloqueaba la entrada a su escondite para salir a su auxilio, pero destruyó su brazo artificial en el proceso. Al ver lo desesperado que estaba Obito, Tobi se ofreció a ayudarlo y le ofreció su cuerpo al joven Uchiha para que lo utilizara de armadura con el fin de destrozar la roca y salir de su escondite. Mientras éstos se encontraban en camino a su ayuda, Zetsu Blanco guio a Obito hacia el campo de batalla donde estaban sus compañeros comunicándose telepáticamente con Tobi y respondiendo algunas de las preguntas que el Uchiha le hacía. Posteriormente, después de que Obito masacró a todos los ANBU de Kirigakure volvió al escondite en la Montaña Cementerio con Madara, Zetsu Blanco aseguró que nadie los había visto y comunicó la posterior información sobre la llegada de los refuerzos de Konoha y que Obito no mató a Kakashi.
Más tarde, cuando Obito decidió seguir con el plan de Madara, este último vertió lo que creía era su voluntad en Zetsu Blanco creando al Zetsu Negro para que ayudara a Obito en sus planes. Seguido a esto, Madara, que estaba conectado a Gedo Mazo se desconecta y finalmente muere para esperar su resurrección muchos años más tarde. Zetsu, más tarde, acompañó a Obito a Amegakure para localizar a Nagato confirmándole al Uchiha que el Rinnegan que poseía eran en verdad los ojos de Madara que sin saberlo se los implantó cuando sólo era un niño. Además, vio cómo Obito se presentó ante ellos como Madara Uchiha. Los años pasaron y ambos siguieron con sus planes entrando en Akatsuki y capturando a las Bestias con Cola.

### Naruto: Shippūden
La primera aparición de Zetsu en la serie fue justo después de la pelea del equipo kakashi (Naruto, Sakura, Kakashi y la abuela Chiyo ) contra Itachi Uchiha en la misión del rescate del kazekage. Su segunda aparición fue después de la pelea entre Naruto Uzumaki y Sasuke Uchiha en el Valle del Fin. En el momento en que ellos hicieron sus últimos ataques, Zetsu apareció en la distancia, como si estuviera midiendo su poder. Cuando finalizó la batalla se cree que hubiese ido hacia la aldea oculta en la cascada en donde capturó al Jinchūriki del rinoceronte de siete colas. Luego apareció con los demás miembros de Akatsuki en una reunión sobre sus planes y la situación del mundo que les rodea.
Ya en la segunda parte, fue el responsable de advertir a Akatsuki de las posiciones del equipo de Kakashi y del de Might Guy, mientras se extraía el Shukaku a Gaara. Luego, fue enviado para eliminar los cadáveres de aquellos con los que el Líder usó su técnica de cambio de forma para retener a ambos equipos. Además, debía recuperar los anillos de Sasori y Deidara si estos eran derrotados. Esto hace pensar que son más que simples joyas. Deidara sin embargo no murió, y el anillo de Sasori pasó a Tobi, que ingresó así en Akatsuki.
Más tarde, se encargó de llevar al Jinchūriki del Bijū de dos colas hasta el lugar de extracción, después de que Hidan y Kakuzu la derrotaran, no teniendo apariciones posteriores hasta la pelea de Deidara con Sasuke, la cual él observa, informando más tarde a Akatsuki de la muerte del primero y las aparentes muertes de Tobi y Sasuke. Vuelve a aparecer al final del combate entre Pain y Jiraiya, manteniendo una conversación con el primero en la que revela que él también conoce la auténtica identidad de Tobi, aunque se marcha de nuevo para, aparentemente, observar el combate entre Sasuke e Itachi, combate que observa y va comentando consigo mismo. 
Tras observar como Sasuke logra detener el Tsukuyomi y evadir el Amaterasu, se sorprendió del gran poder de Sasuke y su Kirin, que aparentemente acaba con Itachi, no obstante este emerge y logra poner en jaque a su hermano con el Susanō, la última técnica del Mangekyō Sharingan, que sella a un emergente Orochimaru con la Espada de Totsuka y repele todos los ataques del joven Uchiha con el Espejo de Yata, finalmente constata que la salud de Itachi se ha deteriorado mucho con el Susanō y finalmente se desploma cuando estaba a punto de lograr su victoria. Zetsu constata la muerte de Itachi mientras se pregunta acerca del desarrollo del combate, en el que Itachi estaba seriamente mermado, tras determinar que el ganador es Sasuke, desaparece del lugar antes de que el menor de los Uchiha se desmaye junto al cadáver de su hermano y Amaterasu incendie el bosque cercano. Luego llega donde se encuentra combatiendo Tobi contra el equipo 7, allí le informa a este, que Itachi ha muerto y que Sasuke, ha quedado desmayado, ante lo cual Tobi se sorprende y deciden retirarse del campo de batalla, junto con él. Antes de retirarse es llamado "Aloe Vera" por Naruto y le exige que le diga donde se encuentra Sasuke, ante lo cual, su alter ego le dijo a su otra parte que lo ignore, ante el disgusto por el nuevo apodo. Luego Tobi y Zetsu se llevaron a los dos hermanos Uchiha antes que el equipo de Konoha. 
Luego de la batalla de Taka.contra el Hachibi, y la posterior entrega del Jinchuriki, Zetsu, Tobi y Kisame absorbiendo el biju en la estatua. Pero para su sorpresa vieron que todo fue una estrategia de Killer Bee, ofendiéndose la parte negra de Zetsu.
Después de la derrota de Nagato, Zetsu logra ver la celebración de los aldeanos de Konoha y se sorprende de que Naruto haya derrotado a todos los Pain; posteriormente le informa a Tobi lo que ha sucedido. Al encontrarse con el equipo Taka, hace un comentario en el que afirma que Naruto Uzumaki ha superado a Sasuke Uchiha, provocando los recelos de este. Después, por orden de Tobi, una de sus mitades encamina a Sasuke a la junta de los Kages. Luego Zetsu le muestra a Sasuke su objetivo que es Danzou. Sin embargo, la mitad blanca aparece abruptamente en medio de la reunión de los cinco kages, informándoles de que Sasuke está cerca, con un tono irónico que enfada al Raikage. Raikage le agarra del cuello y amenaza con matarle si no les dice donde está Sasuke, sin embargo solo "da una pista". Aparentemente Zetsu muere, pero solo era trampa, ya que en episodios posteriores resucitó, tendiéndole una trampa a los 5 Kages, absorbiéndo sus chakras, y otorgándoselas a Sasuke, que por el duro enfrentamiento contra el Raikage y la Mizukage cae sin fuerzas. En estos capítulos nos muestra que puede convertirse en muchos clones con una increíble facilidad. En el último manga aparecen las dos partes de Zetsu, reconstuyéndose y preguntando a Tobi si Luchar contra Naruto. 
Madara le niega el combate, alegando que no podría contra Naruto ya que este lo derrotaría fácilmente.
Tiene una nueva aparición junto con Tobi y Kabuto Yakushi en el que revelan al segundo todos sus planes para la cuarta guerra ninja y que el propio Zetsu iba a ser la columna vertebral de ataque de la Cuarta Guerra Ninja, debido a las 100.000 copias que Madara ha hecho de su parte blanca. El líder obliga a la parte blanca de Zetsu a quedarse con Sasuke hasta que acabe de adaptarse a sus nuevos ojos, mientras que la parte negra busca y captura a los Señores Feudales de las Naciones para usarlos como señuelo para atraer a Kurama y a Gyuki, aunque para ello, ha de luchar contra la Quinta Mizukage y su tropa.